# Campeonato Mundial de Deportes Ecuestres de 2026
El X Campeonato Mundial de Deportes Ecuestres se celebrará en Aquisgrán (Alemania) entre el 10 y el 23 de agosto de 2026 bajo la organización de la Federación Ecuestre Internacional (FEI) y la Federación Alemana de Hípica. La prueba de raid se disputará por separado: en la ciudad de Al-Ula (Arabia Saudí) el 17 de octubre de 2026.
Las competiciones se realizarán en el Estadio Hípico de Aquisgrán.
En total serán disputadas 18 pruebas, repartidas en 7 deportes ecuestres: doma, concurso completo, salto de obstáculos, raid o carrera de larga distancia, volteo, enganches y doma vaquera.